# Catedral de San Sebastián (Tarlac)
La Catedral de San Sebastián o bien Catedral de Tarlac es una iglesia neogótica de la un post-guerra ubicada en Barangay de Mabini, Tarlac, en el país asiático de Filipinas. La catedral, dedicada a San Sebastián en 1686, es la sede de la Diócesis de Tarlac. El primer edificio parroquial de Tarlac se atribuye al padre Agustín Barriocanal en 1740. Más tarde, en 1872, una iglesia de madera y piedra fue erigida por el padre Baltasar Gamarra. La construcción de dicha estructura duró hasta 1875 y fue promovida por el Padre Tomás Fito y terminada por el Padre Fermín Sardon en 1890.  Se dice que la iglesia concluida es idéntica a la iglesia de Concepción. La iglesia fue completamente destruida durante la Segunda Guerra Mundial, en 1945. Más tarde fue reconstruida en la estructura de la iglesia de hoy en día.